# Pupille (Unikino)
Die Pupille e.V. – Kino in der Uni ist Träger des studentischen Universitätskinos im Studierendenhaus Mertonstraße auf dem Campus Bockenheim der Goethe-Universität Frankfurt am Main. Die Einrichtung ist vor dem Hintergrund der bundesweiten Gründungen studentischer Filmclubs in den 1950er Jahren zu begreifen.

## Geschichte
Am 17. Dezember 1951 auf dem Bockenheimer Campus von Studierenden gegründet, zeigte die ehrenamtlich organisierte Gruppe unter dem Namen „Film-Studio“ eigens gedrehte Semesterschauen (sogenannte Pupillen) auf 16-mm-Film. Mit der Eröffnung des Studierendenhauses stand seit Juni 1953 eine selbstverwaltete Spielstätte zur Verfügung. Der Spielbetrieb wurde 1973 unter dem Namen „Pupille“ wieder aufgenommen und in den Festsaal verlegt.
1980 und 1992 wurde der Verein von der Stadt Frankfurt am Main mit dem städtischen Kinopreis ausgezeichnet.

## Programm
Durchschnittlich werden ungefähr 30 Filme im Semester gezeigt. Das Programm setzt sich zusammen aus meist abendfüllenden Filmen, Kurzfilmprogrammen und Vorfilmen, thematischen Reihen und Werkschauen.
Zwischen 2012 und 2019 wurde die Pupille e.V. vom Land Hessen jährlich mit dem Kinokulturpreis für nicht-gewerbliche Kinos und Initiativen ausgezeichnet. 2013 verlieh der Kinematheksverbund der Pupille einen Kinopreis in der Kategorie „Konzepte zur Programmgestaltung“.
Das Studierendenhaus bzw. die Pupille waren und sind Spielstätte von Initiativen und Festivals, u. a. Kinothek Asta Nielsen, Nippon Connection, exground filmfest, Lichter Filmfest, Filmkollektiv Frankfurt, Spectrale.

## Technische Ausstattung
Zwei 35-mm-Projektoren des Typs Bauer 11, ein 16-mm-Projektor des Herstellers Bell & Howell sowie eine 4K-Digitalprojektor nach DCI-Standard von Sony.

## Belege
1. ↑  Texte der Hefte des studentischen Filmclubs der Uni Frankfurt/Main: Filmstudio. In: kinematographie.de. Abgerufen am 21. September 2020.
2. ↑  Peter Mischung: Ein einziges Dorf leistet Widerstand. Die Arbeit der pupille e.V. Kino in der Uni (1975-81). In: Herbert Stettner (Hrsg.): Kino in der Stadt: Eine Frankfurter Chronik. Eichborn Verlag, Frankfurt am Main 1984, ISBN 978-3-8218-0804-8, S. 95.
3. ↑  Raimund Gerz: Das "andere" Kino. Filmclubs, Initiativen und Programmkinos in Frankfurt. In: Rudolf Worschech (Hrsg.): Lebende Bilder einer Stadt: Kino und Film in Frankfurt am Main (Ausstellungskatalog). Deutsches Filmmuseum, Frankfurt am Main 1995, ISBN 978-3-88799-050-3, S. 236.
4. ↑  Pressemitteilung Hessische Kinopreisträger 2019. HessenFilm GmbH, archiviert vom Original (nicht mehr online verfügbar) am 19. Oktober 2019; abgerufen am 14. Dezember 2019.  Info: Der Archivlink wurde automatisch eingesetzt und noch nicht geprüft. Bitte prüfe Original- und Archivlink gemäß Anleitung und entferne dann diesen Hinweis.
5. ↑  Kinopreis 2013 verliehen. In: filmportal.de. 13. September 2013, abgerufen am 14. Dezember 2019.